# Ewiger Landfriede
Mit dem Ewigen Landfrieden vom 7. August 1495 wurde unter dem deutschen König und späteren Kaiser Maximilian I. im Heiligen Römischen Reich das definitive und unbefristete Verbot des mittelalterlichen Fehderechts auf dem Reichstag zu Worms verkündet. Eine Begründung, die zum allgemeinen Landfrieden führte, war, dass er notwendige Voraussetzung für einen Kreuzzug gegen das Osmanische Reich sei.
Tatsächlich wurden aber im Reichsgebiet noch bis weit ins 16. Jahrhundert hinein ungeachtet des formalen Verbotes weiterhin Fehden geführt.

## Inhalt
Der ewige Landfriede schloss die Entwicklung der Landfriedensbewegung ab, die nach ersten Ansätzen im 12. Jahrhundert ihren ersten bedeutsamen Niederschlag im Mainzer Landfrieden von 1235 fand. Er zielte vorrangig auf die kleineren Adligen ab, die im Prozess der Bildung von herrschaftlichen Territorien nicht mitgehalten hatten. Deren „Fehdefreudigkeit“ widersprach zunehmend der Absicht der Reichsfürsten und Reichsstädte, ihre Territorien zu befrieden und zu konsolidieren.
Ansprüche sollten fortan nicht mehr im Kampf, sondern auf dem Rechtsweg geltend gemacht werden. Beschlossen wurde das Reichsgesetz am 7. August 1495 auf dem Reichstag zu Worms. Damit war theoretisch an die Stelle der Gewalt der Rechtsweg vor die Instanzen des Reiches und der Territorien getreten, auch wenn die Durchsetzung dieses Prinzips noch mehrere Generationen brauchte. Im modernen Sinne formulierte der Ewige Landfriede das Gewaltmonopol des Staates beziehungsweise der öffentlichen Hand.
Die Formulierung des Ewigen Landfriedens passte sich in „parallele“ Entwicklungen in anderen europäischen Ländern zu dieser Zeit ein, in denen ebenfalls das Gewaltmonopol der öffentlichen Hand durchgesetzt wurde, denn Konflikte sollten verrechtlicht werden. Dies wurde durch die Bündelung der Herrschaftsmacht bei den jeweiligen Monarchen begleitet. In diesen Ländern war der Prozess der Staatsbildung insoweit abgeschlossen, dass man diesen Ländern eindeutige äußere Grenzen bescheinigen kann.
Die privatrechtliche Fehde wurde im Inneren verboten und kriminalisiert, nach außen hin führten die werdenden Nationalstaaten Krieg.
Neben der Monopolisierung der Gewalt durch die öffentliche Hand ist der Ewige Landfriede noch in anderer Hinsicht bedeutsam. Er war allgemein und überall gültig und Verstöße sollten unbedingt und überall geahndet werden. Punktuelle oder zeitlich begrenzte Beschränkungen des Fehderechtes gab es bereits im Mittelalter, so wurden beispielsweise während einiger Kreuzzüge Auseinandersetzungen für die Zeit der Abwesenheit des Kaisers aus dem Reich ausgesetzt oder verboten. Nun aber trat an die Stelle der fürstlichen Konfliktschlichtung und -entscheidung im Einzelfall die für jedermann verbindliche Rechtsnorm, das Gesetz für alle.
Nach Hermann Wiesflecker war „die größte Leistung des Wormser Reichstages“ die Errichtung des Ewigen Landfriedens (im Unterschied zu den bislang zeitlich befristeten Landfriedensvereinbarungen), durch den an die Stelle rechtlicher Selbsthilfe in Gestalt der oft missbräuchlich geführten Fehde nun eine ordentliche Gerichtsbarkeit trat.
„Mit dem grundsätzlichen und zeitlich unbeschränkten Fehdeverbot war“ – so Heinz Angermeier – „das gesamte öffentliche und private Leben im Reich erstmals auf Rechtsnormen verwiesen, welche sowohl Streitfälle wie auch Strafmaßnahmen unter eine gerichtliche Entscheidung stellte und damit eine verfassungspolitische Wende von der Reichsgewohnheit zur staatlichen Ordnung vollzog.“
Zur Durchsetzung des Landfriedens bedurfte es einer funktionierenden Justiz im Reich. Zur Wahrung des Ewigen Landfriedens wurde deshalb als oberste Rechtsinstanz das Reichskammergericht in Frankfurt am Main geschaffen, das später in Speyer und dann in Wetzlar seinen Sitz fand.
Das Reichskammergericht bildete bis 1806 neben dem später entstandenen Reichshofrat eines der zwei obersten Gerichte des Heiligen Römischen Reichs.
Der sogenannte ewige Landfriede gehört mit der Goldenen Bulle von 1356 zu den ersten Grundgesetzen des Reichs, denn mit seinem Gebot zur Einhaltung des Rechtsweges schuf er die entscheidenden Grundlagen für die Entwicklung des Reiches zu einer echten Rechtsgemeinschaft. Das höchste zuständige Gericht, das Reichskammergericht, wurde vom Hof des Königs losgelöst. Damit hatte der König seine letzte Zuständigkeit nunmehr auch für alle Landfriedenssachen abgegeben. Dem Kammerrichter unterlag die Ächtungsgewalt (siehe Reichsacht). Für alle Veränderungen am Kammergericht oder in der Gerichtsordnung war der Reichstag zuständig. Hieran ist sehr deutlich der starke Einfluss der Reichsstände zu erkennen. Von allen vorangegangenen Landfriedensordnungen unterscheidet sich der Ewige Landfriede dadurch, dass der König an der Herstellung und Verwirklichung des öffentlichen Friedens nur durch den hoheitlichen Akt der Gesetzgebung teilhat. Die Durchführung des Friedens in Gericht und Exekution ist innerhalb der Territorien uneingeschränkt den territorialen Gewalten überlassen, deren Institutionen von der Verfügungsgewalt des Königs losgelöst sind. Der König hat damit nur mehr die Friedenshoheit inne, übt aber keine reale Friedensgewalt mehr aus.
Mit der Durchsetzung des ewigen Landfriedens in den einzelnen Regionen waren ab 1500 die neu geschaffenen Reichskreise betraut. Der Schutz des Friedens im Reich war, da das Kammergericht und die Reichskreise ständisch besetzt beziehungsweise von den Reichsständen gebildet wurden, nun nicht mehr ein Monopol des Königs.
Der „kreisausschreibende Fürst“, der als „Kreisobrist“ im Reichskreis das Kreisheer befehligte, hatte im Falle einer Landfriedensstörung eine Armee aus Kontingenten der einzelnen Kreisglieder zu formen und sie gegen den Störenfried zu führen. Statt des Kaisers als Friedenswahrer, funktionierte die Friedenssicherung nun weitgehend kaiserfrei.
Der ewige Landfrieden von 1495 war die Grundlage einer Landfriedensgesetzgebung, die das Reich mehrmals bis 1548 erneuerte und ergänzte. Den Abschluss brachte der Augsburger Religionsfrieden von 1555, der sich als ein „beständiger, beharrlicher, unbedingter, für und für ewig-währender Friede“ bezeichnete.
Der Ewige Landfrieden führte in seiner weitreichenden Verrechtlichung auch zur Befriedung der politischen Auseinandersetzungen bis hin zu den konfessionellen Konflikten ab dem 16. Jahrhundert.

## Paragraphen
§ 1 Niemand, gleich welcher gesellschaftlicher Stellung, darf jemand anderen bekriegen oder sonstiges Leid zufügen.
§ 2 Alle bestehenden Fehden werden aufgehoben.
§ 3 Jeder, der dieses Verbot bricht, wird, gleich welchen Standes, mit der Reichsacht belegt.
§ 4 Jeder ist verpflichtet, einen des Friedbruches Verdächtigen zu stellen oder zu melden.
§ 5 Wer gegen § 4 verstößt, verliert selber jegliche Vorrechte.
§ 6 Kammerrichter und Reichstag unterstützen die durch Fehden Geschädigten.
§ 7 Reisige Knechte sollen als gefährliche Elemente nirgends geduldet werden.
§ 8 Verbrecher gegen die geistlichen Gesetze sollen wie Verbrecher gegen das weltliche Gesetz bestraft werden.
§ 9 Dieser Landfriede soll durch spätere Gesetze nicht außer Kraft gesetzt werden können.
§ 10 Wer nicht zum Wohle des Friedens beiträgt, verliert all seine Privilegien und Rechte.
§ 11 Niemand darf diesen Frieden aufgrund irgendeines Privilegs, seines Standes oder aus irgendeinem anderen Grund missachten.
§ 12 Dieser Friede soll keine anderen, bereits bestehenden Gesetze aufheben.

## Gegenwart
Der Schutz des Landfriedens ist auch heute noch ein hohes Gut der Rechtsordnung. Landfriedensbruch ist nach dem Strafgesetzbuch (§ 125 dStGB bzw. § 274 öStGB, Art. 260 chStGB) strafbar. Der Staat erkennt ein Recht der Durchsetzung eigener Rechte unter Gewaltanwendung nur in sehr begrenzten Ausnahmefällen (z. B. Notwehr) an. Das Gewaltmonopol des Staates hat eine Wurzel in der Landfriedensbewegung, die sich im 15. Jahrhundert durchsetzte.